# Rosana Munhoz Silva
Rosana Munhoz Silva (São Paulo, 12 de novembro de 1963 — Três Rios, 14 de janeiro de 1996) foi uma escritora, ilustradora e roteirista brasileira.
Desde cedo demonstrou incrível aptidão para o desenho e para as artes em geral. 

## Carreira
Rosana foi levada pela mãe, Amália Munhoz, aos estúdios Mauricio de Sousa Produções quando tinha apenas 11 anos de idade. Foi logo incentivada pelo próprio Mauricio de Sousa a desenvolver seu talento para os quadrinhos. Aos 14 anos de idade foi admitida nos estúdios MSP para um estágio como desenhista. Aos 16 anos já era uma das principais artistas dos estúdios. Além de desenhista, foi roteirista da Turma da Mônica, tendo criado nas décadas de 1980 e 1990 centenas de roteiros da turminha, onde surgiram pela primeira vez as personagens Denise, Mingau, o gatinho da Magali e o Ursinho Bilú. Foi a responsável pela modernização visual da Tina e também a primeira artista a lançar uma graphic novel pelo estúdio, intitulada 'Os Doze Trabalhos de Mônica', que deu origem à linha de produção de paródias da turminha baseadas em clássicos do cinema e da literatura. Assinou os roteiros de dois episódios do longa-metragem Cine Gibi, de 2004 ('Concurso de Beleza' e 'Um Amor Dentuço'). O roteiro do desenho animado 'Óia a Onça', do Chico Bento, é de sua autoria. Seus roteiros da Turma da Mônica continuam sendo adaptados para o desenho animado.
Como autora, escreveu os livros paradidáticos 'The Blue Idol' e 'A Fairytale', ambos publicados pela Editora Ática. Pela mesma editora, foi ilustradora de dezenas de livros didáticos e paradidáticos, como a primeira edição de Besouro e Prata, de Ana Maria Machado e A Book of Fun, de Amadeu Marques.
Foi vencedora do Salão Internacional de Humor de Piracicaba em 1989.

## Morte
Faleceu em 14 de janeiro de 1996, vítima de um acidente quando praticava rafting na cidade de Três Rios, no Rio de Janeiro.
O irmão de Rosana, Roberto Munhoz, também escreve roteiros para as revistas da Turma da Mônica.